# Joan Alemany i Esteve
|  | Per a altres significats, vegeu «Joan Alemany (desambiguació)». |

Joan Alemany i Esteve (Sant Sadurní d'Anoia, Alt Penedès 1920 - Barcelona, 11 de desembre del 2008) fou un sacerdot català.
Estudià al seminari de Barcelona i, quan acabà la guerra civil espanyola es llicencià en filosofia i teologia a la Universitat Pontifícia de Comillas (Santander) i fou ordenat prevere el 1948.
Després va estudiar sociologia a la Universitat Catòlica de Lovaina tornà a Barcelona i fou professor de l'Escola d'Assistents Socials, del CIC i de l'Escola Betània. Col·laborà també en la fundació el 1954 de l'Institut Catòlic d'Estudis Socials de Barcelona, de l'Escola Patmos el 1959, i de l'Escola de Periodisme de l'Església, de la que en fou director del 1964 al 1974.
Des del 1968 ha estat rector de la parròquia de Sant Ildefons i el 1981 fou un dels fundadors d'Acció Solidària Contra l'Atur. El 1994 va rebre la Creu de Sant Jordi de la Generalitat de Catalunya, i el 2003 li va ser concedida la Medalla d'Honor de l'Ajuntament de Barcelona.